# Дубовик, Сергей Валентинович
Серге́й Валенти́нович Дубо́вик (род. 16 августа 1952, Криница, Бобруйская область) — белорусский учёный и педагог, директор Института журналистики БГУ (с 2005 по 2018 год).

## Биография
В 1975 году окончил Минский государственный педагогический институт им. А. М. Горького, по специальности учитель русского и белорусского языка и литературы.
В 1996 году окончил Академию управления при Президенте Республики Беларусь, специальность: менеджер-экономист.
В 1979-1983 служил в Советской Армии.
В 1981-1985 в составе ограниченного контингента советских войск в Афганистане.
В 2000 году избран депутатом Палаты представителей Национального собрания Республики Беларусь (Копыльский избирательный округ № 82). В 2000 году защитил диссертацию на соискание учёной степени кандидата филологических наук. Доцент по специальности «Литературоведение», руководитель кафедры теории и методологии журналистики. Депутат Парламентского Собрания Союза Беларуси и России, член Комиссии по информационной политике и взаимодействию с общественными объединениями, член депутатского объединения «За союз Украины, Беларуси и России» («ЗУБР»), депутатских групп «Единство», «Содействие экономическому развитию», член Постоянной комиссии Палаты представителей Национального собрания Республики Беларусь по правам человека, национальным отношениям и средствам массовой информации.

## Научная деятельность
Трудовую творческую деятельность начал Копыльской районной газете литературным сотрудником, позже стал заведующим отделом сельского хозяйства Воложинской районной газеты, служил в рядах Вооруженных Сил в составе ограниченного контингента советских войск в Афганистане. Был учителем, заместителем директора средней школы в Минске, заместителем ответственного секретаря газеты «Мінская праўда», редактором отдела газеты «Рэспубліка», а позже пресс-секретарем Премьер-министра Республики Беларусь, главным редактором газеты «Рэспубліка».

### Основные публикации
- Дубовік, С. В. Аўдыторыя і прыярытэтныя тэматычныя напрамкі газеты «Рэспубліка» / С. В. Дубовік // Весцi Нацыянальнай акадэмii навук Беларусi. Серыя гуманітарных навук. 2000. № 2. С. 11-16.
- Дубовік, С. В. Нашчадкі Кукрыніксаў / С. В. Дубовік // Беларуская думка. 2000. № 11-12. С. 33-38.
- Дубовік, С. В. Самае цікавае на Зямлі — чалавек : сацыяльны нарыс на старонках беларускай перыёдыкі / С. В. Дубовік // Беларуская думка. 2000. № 4. С. 168—176.
- Дубовік, С. В. Мас-медыя беларускага інтэрнэта / С. В. Дубовік // Проблемы управления. 2002. № 3. С. 57-65.
- Дубовік, С. В. Роля радыёстанцыі «Беларусь» у фарміраванні станоўчага іміджа нашай краіны за мяжой / С. В. Дубовік // Беларускі гістарычны часопіс. 2008. № 9 (110). С. 3-9.
- Дубовік, С. В.. МТРК «Мир» на постсоветском информационном пространстве/ С. В. Дубовик // Веснік Беларускага дзяржаўнага ўніверсітэта., Філалогія. Журналістыка. Педагогіка. 2009. № 1. C. 75-79.
- Дубовік, С. В. Белтелерадиокомпания как институт формирования общественного мнения / С. В. Дубовик // Веснік Беларускага дзяржаўнага ўніверсітэта. Сер. 4, Філалогія. Журналістыка. Педагогіка. 2011. № 2. С. 90-95.
- Дубовік, С. В. Журналістыка / С. В. Дубовік // Веснік Беларускага дзяржаўнага ўніверсітэта. 2011.